# Yagba Oeste
Yagba Norte é uma Área de governo local no estado de Kogi, na Nigéria, no oeste do estado adjacente estado de Kwara. Sua sede fica na cidade de Odo Ere.
Possui uma área de 1,276 km² e uma população de 149,023 no censo de 2006.
O código postal da área é 262.